# Verdad lógica
Una verdad lógica o verdad matemática es una fórmula bien formada de un lenguaje formal que es verdadera bajo todas las interpretaciones de los componentes (distintos de las constantes lógicas) de ese lenguaje. En algunos textos y contextos (v.g. cálculo lógico y lógica matemática), las verdades lógicas se conocen como fórmulas lógicamente válidas (que tienen validez lógica).
Dos características generalmente aceptadas de las verdades lógicas son que son formales y necesarias. Que sean formales implica que cualquier instanciación de una verdad lógica es también una verdad lógica. Que sean necesarias significa que es imposible que sean falsas, es decir que en todas las situaciones contrafácticas, las verdades lógicas siguen siendo verdades lógicas.
A veces se confunde a las verdades lógicas con las tautologías. Las tautologías son las verdades lógicas de la lógica proposicional. Si bien toda tautología es una verdad lógica, no toda verdad lógica es una tautología.
Algunos ejemplos conocidos de verdades lógicas en la lógica proposicional son:
- {\displaystyle \neg (p\land \neg p)}
- {\displaystyle p\lor \neg p}
- {\displaystyle p\leftrightarrow p}

Y en la lógica de primer orden:
- {\displaystyle \forall x\,(Px\lor \neg Px)}
- {\displaystyle \forall x\,(x=x)}
- {\displaystyle \exists x\,(x=x)}

Y en la lógica de segundo orden:
- {\displaystyle \forall P(Pa\lor \neg Pa)}
- {\displaystyle \forall P\,\forall x\,(Px\lor \neg Px)}

En ciencias experimentales se diferencia a la «verdad material», la cual además de ser lógicamente válida, es comprobable o refutable mediante la experimentación, dando paso así a la teoría científica, que es la mayor aproximación a dicha verdad; la que mejor explica el hecho estudiado.
En los sistemas en los que vale el teorema de la deducción, todos los argumentos válidos se pueden transformar en verdades lógicas de la forma {\displaystyle (P_{1}\land P_{2}\land P_{3}\land ...\land P_{n})\to C}, donde las P son las premisas del argumento y C su conclusión. En los sistemas donde vale el converso del teorema, todas las verdades lógicas con la forma {\displaystyle (P_{1}\land P_{2}\land P_{3}\land ...\land P_{n})\to C} se pueden transformar en argumentos válidos con las P como premisas y C como conclusión. Esto muestra que existe una estrecha relación entre la validez y la verdad lógica.